# Narthamalai

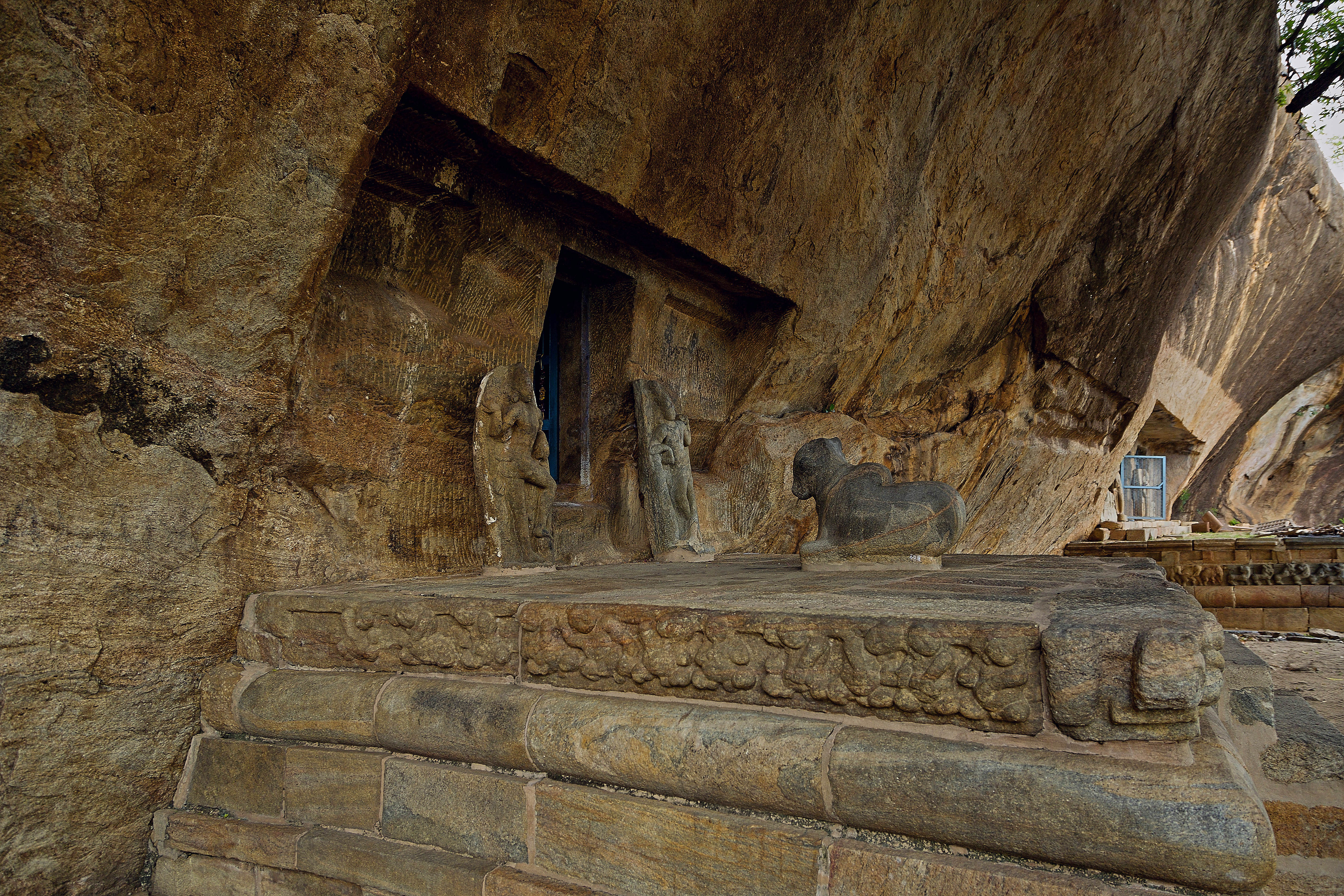
Narthamalai – Shiva-Felstempel

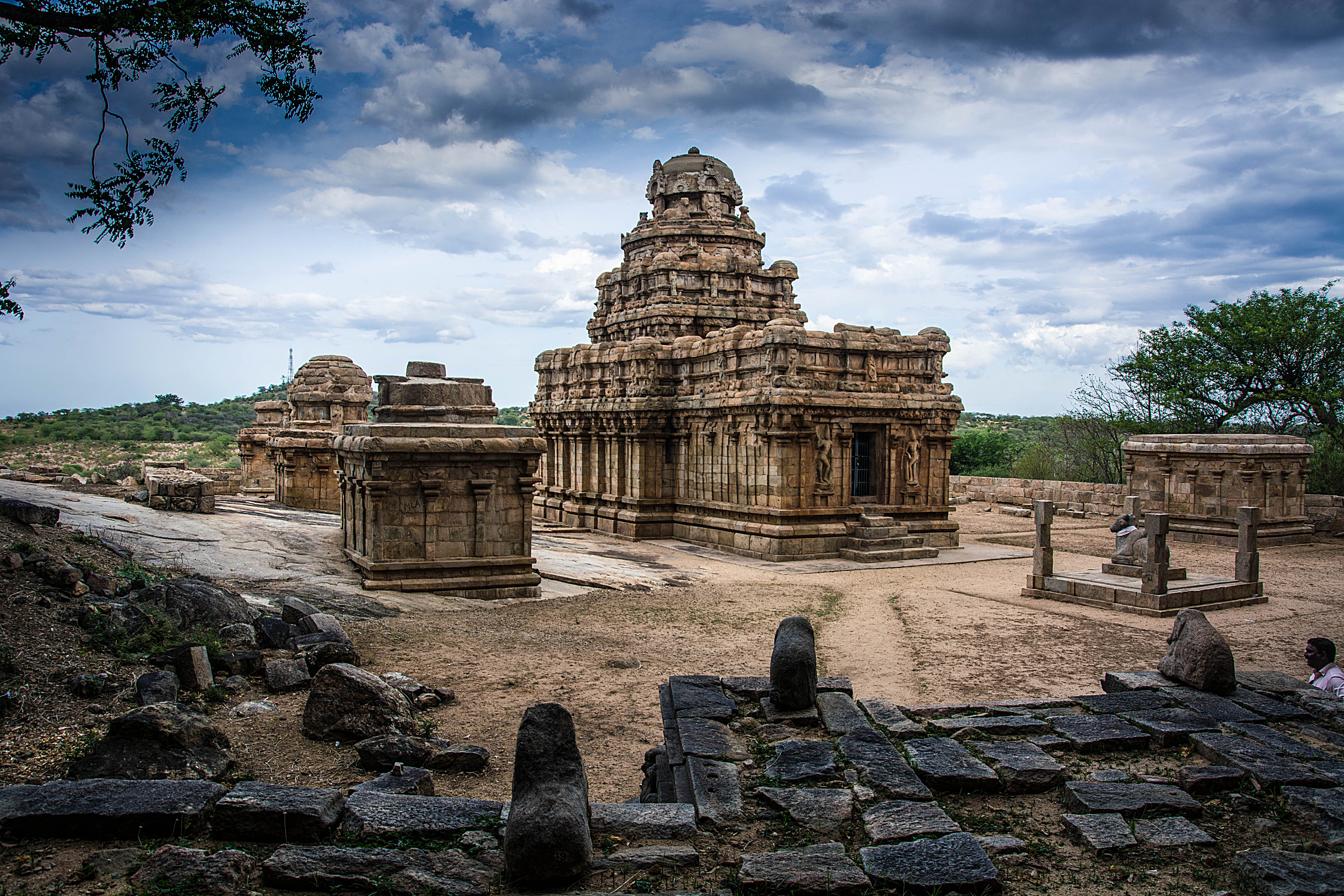
Narthamalai – Vijayalaya-Choleeshwarar-Tempel

Narthamalai oder Nagarattar Malai (Tamil நார்த்தாமலை) ist ein Dorf mit ca. 2.200 Einwohnern im südindischen Bundesstaat Tamil Nadu. Etwas außerhalb des Ortes entstanden an der Flanke eines großen Granitfelsens zwei Felstempel sowie mehrere Freibautempel.

## Lage
Narthamalai liegt in einer Höhe von ca. 125 m ü. d. M. ungefähr 20 km (Fahrtstrecke) nordwestlich der Distrikthauptstadt Pudukkottai. Nur etwa 10 km südwestlich befindet sich der Jain-Felstempel von Sittannavasal. Das beinahe tropische Klima ist meist schwülwarm; Regen fällt hauptsächlich in den Monsunmonaten Oktober bis Dezember.

## Bevölkerung
Die Einwohner von Narthamalai sind nahezu ausschließlich Hindus; Angehörige anderer Religionen sind in Südindien unter der Landbevölkerung eher selten. Der männliche Bevölkerungsanteil ist geringfügig höher als der weibliche.

## Wirtschaft
Die Einwohner leben nahezu ausschließlich von der Landwirtschaft. Im Ortszentrum haben sich Kleinhändler und Handwerker angesiedelt, die auch von der guten Verkehrsanbindung profitieren.

## Geschichte
Die Gegend um Nagarattar Malai gehörte im Frühmittelalter zum Pallava-Reich, welches im 9. Jahrhundert allmählich vom wiedererstarkenden Chola-Reich übernommen wurde. Im 13. Jahrhundert übernahm die in Madurai ansässige Pandya-Dynastie die Macht, gab sie jedoch im 14. Jahrhundert an das Vijayanagar-Reich ab.

## Sehenswürdigkeiten
- Ungefähr 500 m nordöstlich des Ortes befindet sich ein ca. 60 bis 80 m hohes Felsmassiv, in dessen Flanke zahlreiche Inschriften, Götterfiguren und zwei Felstempel eingemeißelt wurden, die ursprünglich wahrscheinlich Jaina-Asketen dienten, später aber von den Hindus übernommen und umgestaltet wurden – so entstanden im frühen 7. Jahrhundert zwei, den hinduistischen Hauptgöttern Shiva und Vishnu geweihten, Felstempel der Pallavas mit – wahrscheinlich in der Chola-Zeit hinzugefügten – gemauerten Außenpodesten.
- Im 9. oder 10. Jahrhundert erbauten die Chola zu Ehren des Gottes davor einen Tempelkomplex mit einem auf einem ca. 1 m hohen Sockel stehenden Haupttempel (Vijayalaya-Choleeshwarar-Tempel) und mehreren Begleitschreinen, davon einer mit kuppelartigem Aufbau. Vor dem durch Pilaster und Nischen gegliederten, aber im Erdgeschoss weitgehend schmucklosen Haupttempel befindet sich der obligatorische liegende Nandi-Bulle; das Portal wird von zwei lebensgroßen seitlichen Wächterfiguren (dvarapalas) bewacht. Das umlaufende Traufgesims zeigt ein Blendfenster-Dekor (kudus); das Dach der Vorhalle (mandapa) ist eingestürzt. Der Turmaufbau (vimana) über der Cella (garbhagriha) ist mehrfach zurückgestuft – hier befinden sich Scheinarchitekturen, Götterfiguren und weitere Nandis. Der Turm endet in einer für den Dravida-Stil Südindiens typischen großen „Schirmkuppel“ mit einer kleinen Vase (kalasha) als Spitze.
- Im Ort selbst steht der ca. 300 Jahre alte und zu Ehren der in weiten Teilen Südindiens verehrten Muttergöttin Mariyamman erbaute Muthu-Mariamman-Tempel. Auffällig ist sein gopuram-ähnlicher, auf querrechteckigem Grundriss erbauter, buntbemalter Turm.